# Fácános (épület)
A Fácános a budapesti Fővárosi Állat- és Növénykert egyik ismert épülete.

## Története, jellemzői
Az Állatkertben már az első megnyitástól, 1866-tól is állt egy fácános épület. Ezt azonban a 20. század elején elbontották, és helyére jellegzetesen erdélyi népies stílusban Kós Károly és Zrumeczky Dezső tervezett új épületet. Az új Fácános 1909–1912 között épült meg. A nagyjából L alakú épület jellemzői a fatorony, és látható gerendázat, a kiemelkedő padlásablakokkal tagolt nyeregtető, és a faragott, színezett épületdíszek. Az 1998-as restauráció során rejtett teleltetővel bővült ki, és a látogatók bemehetnek a madarak közé. 
Nevének megfelelően díszmadarak, galambok és fácánok bemutatására szolgált, majd 1998-as átépítése után kisebb termetű, Magyarországon élő vízimadarak kaptak itt helyet (például vadászfácán, csóka, erdei fülesbagoly, batla, pásztorgém, kaledón bakcsó, kacagójancsi). 
Az épület egyik sarkában nyitott vendéglő, a Fácán Terasz () került kialakításra, amely télen nem üzemel.

## Képtár

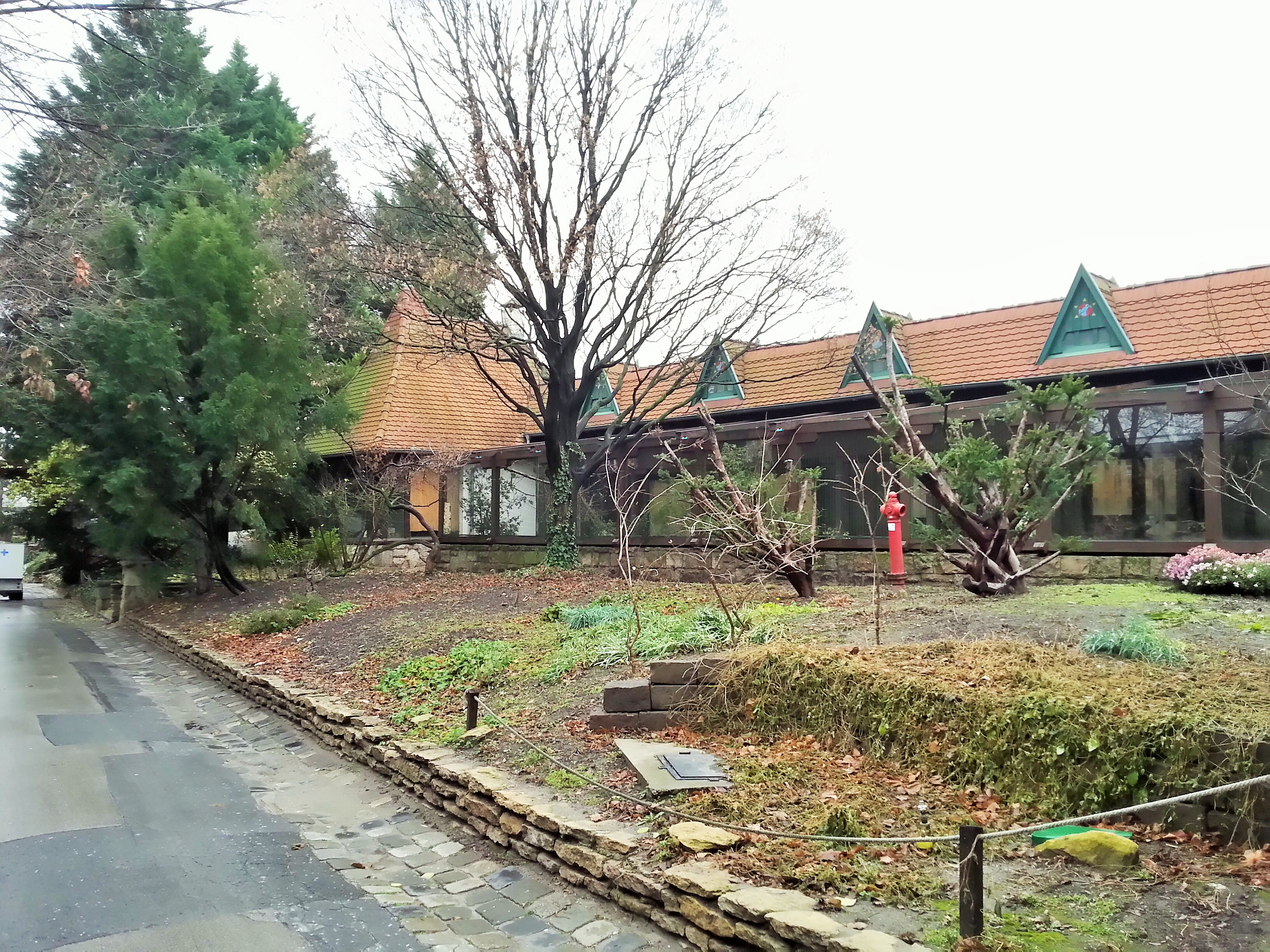
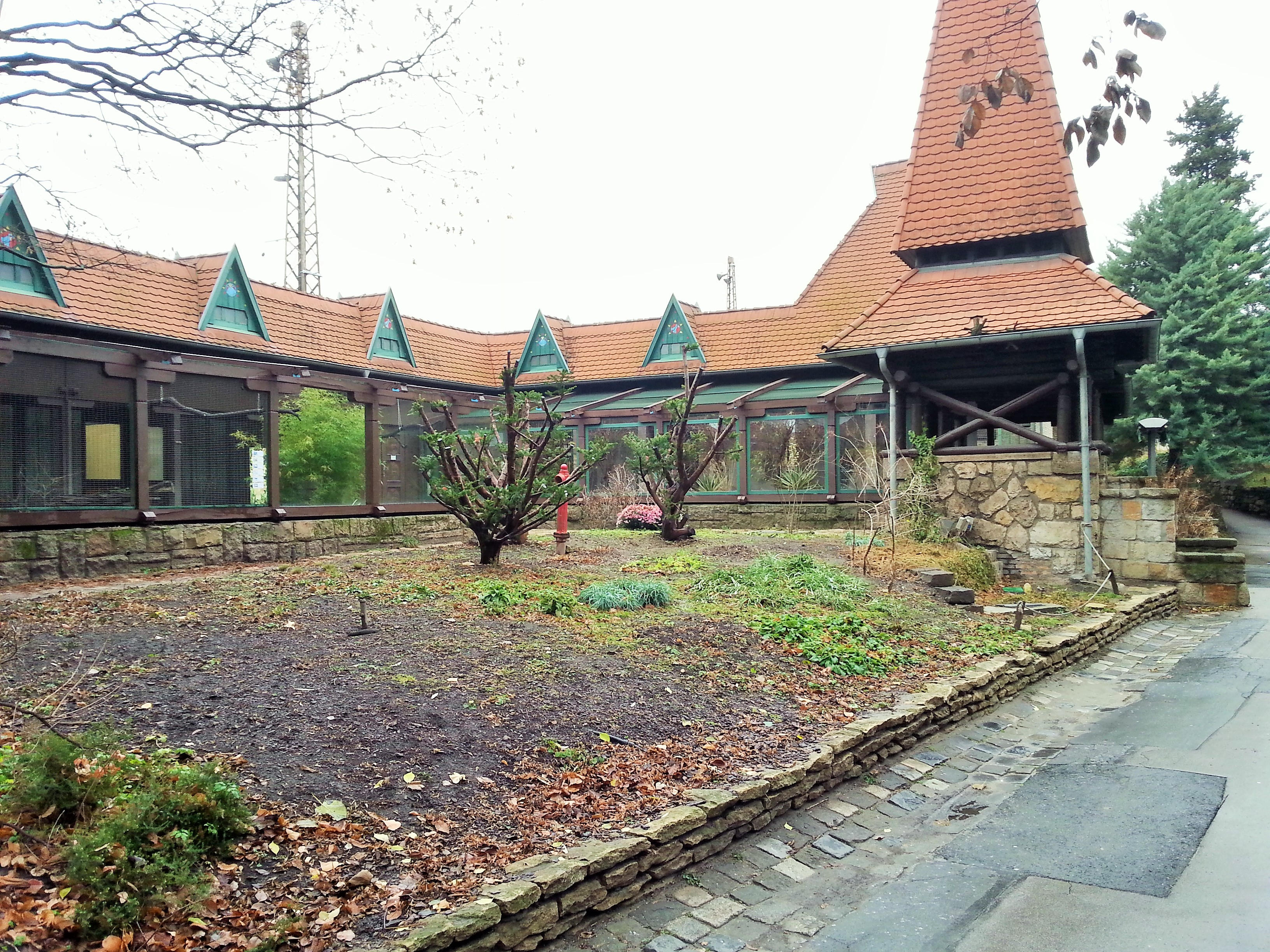
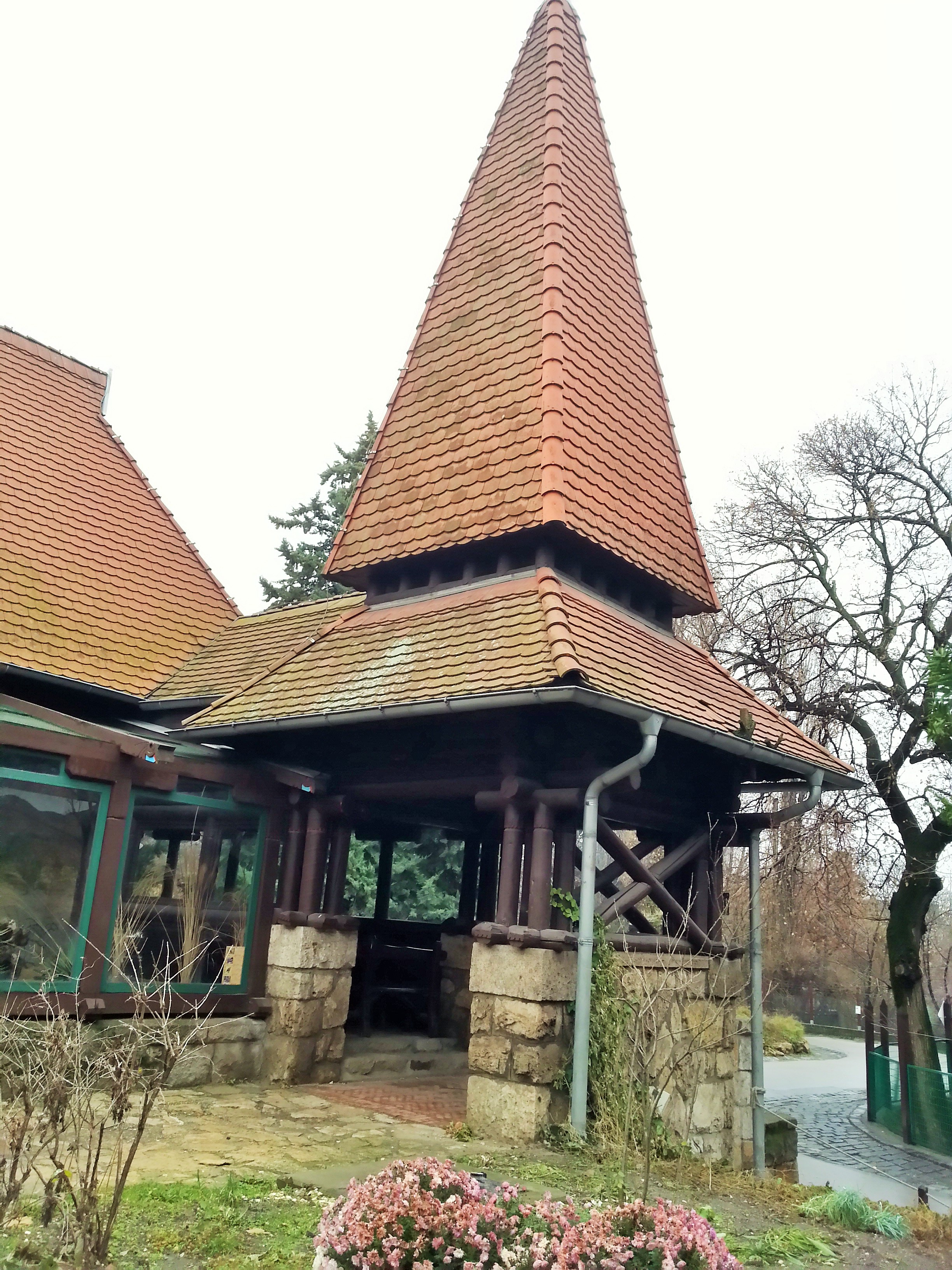
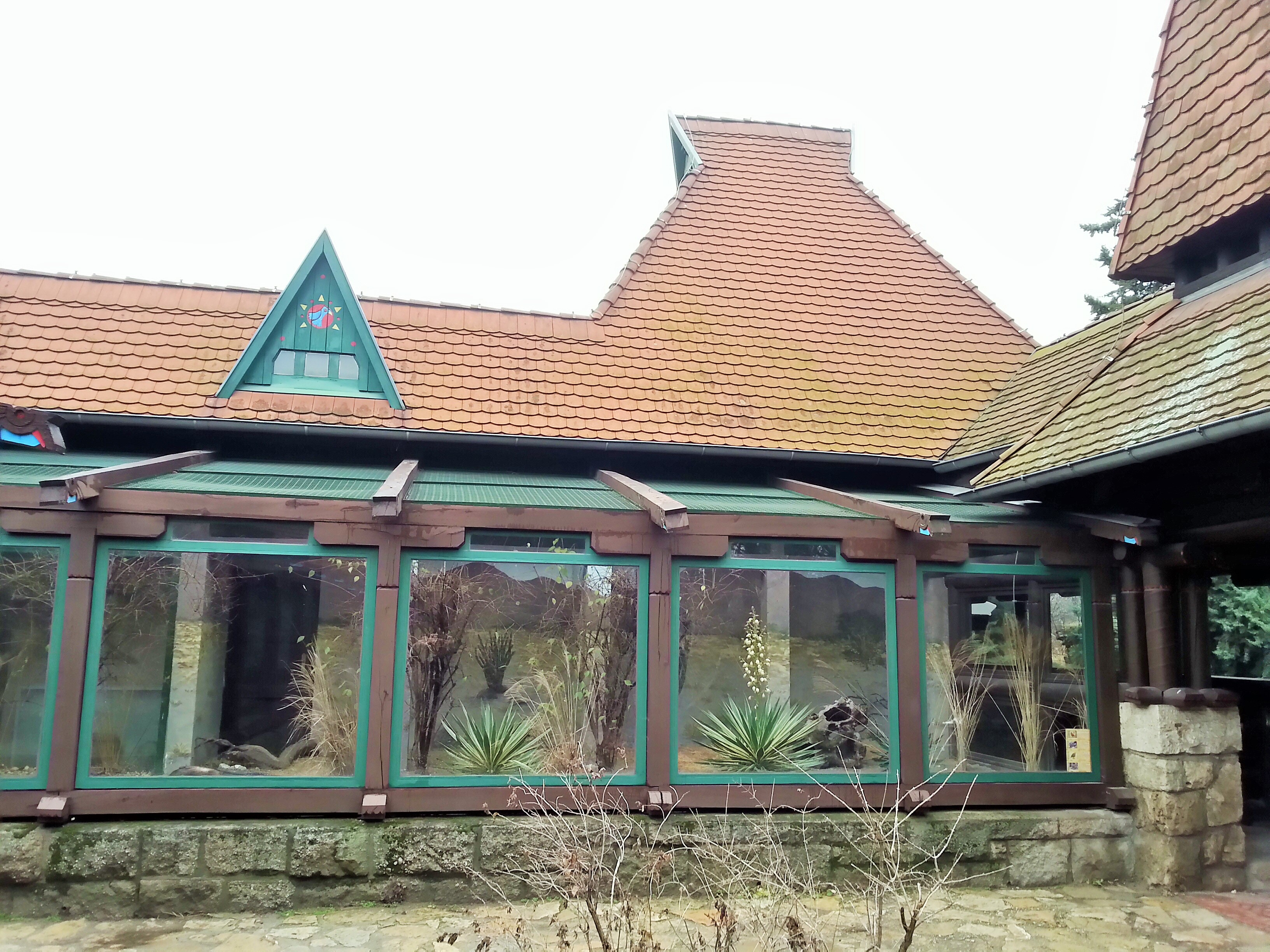
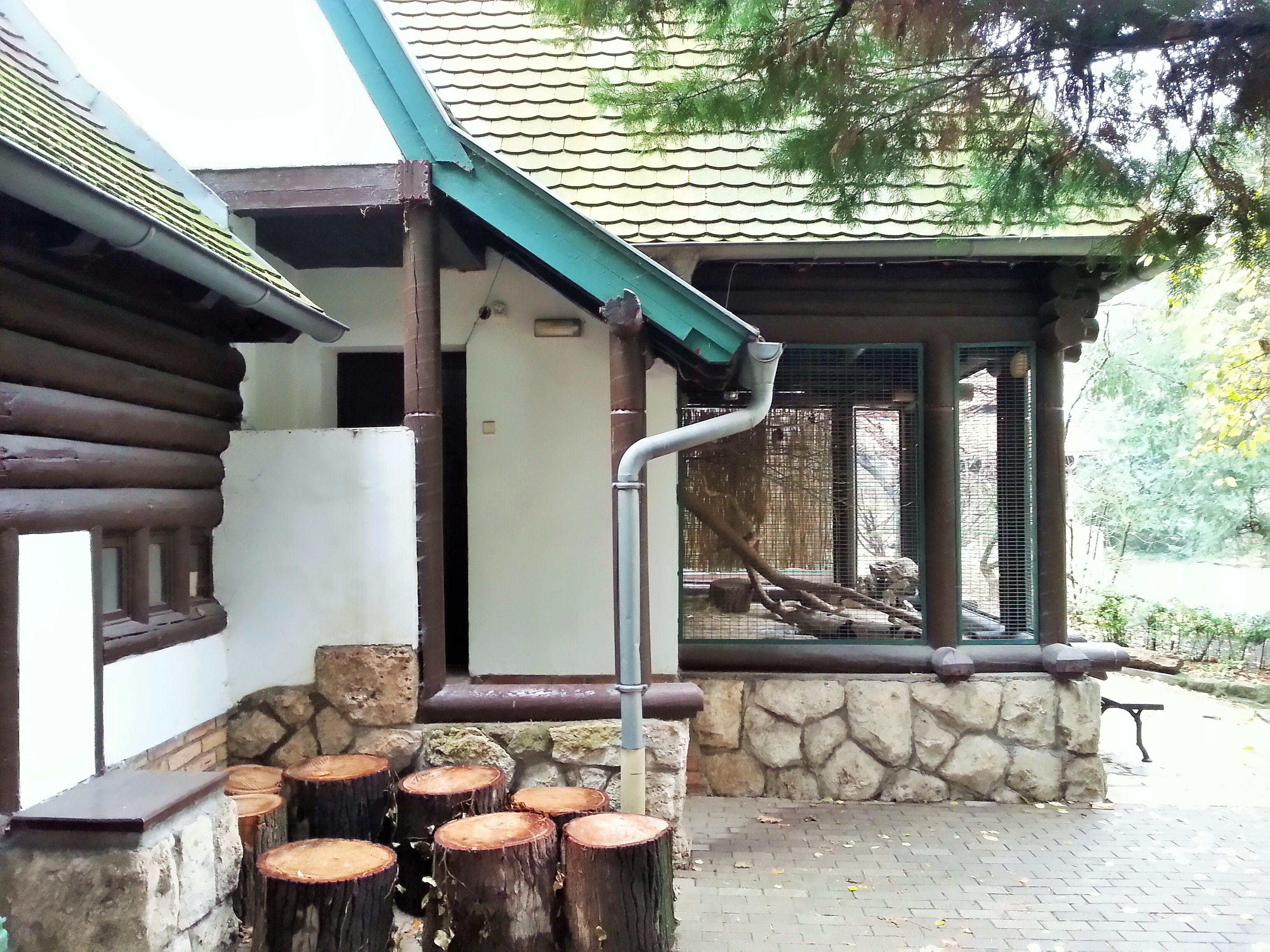
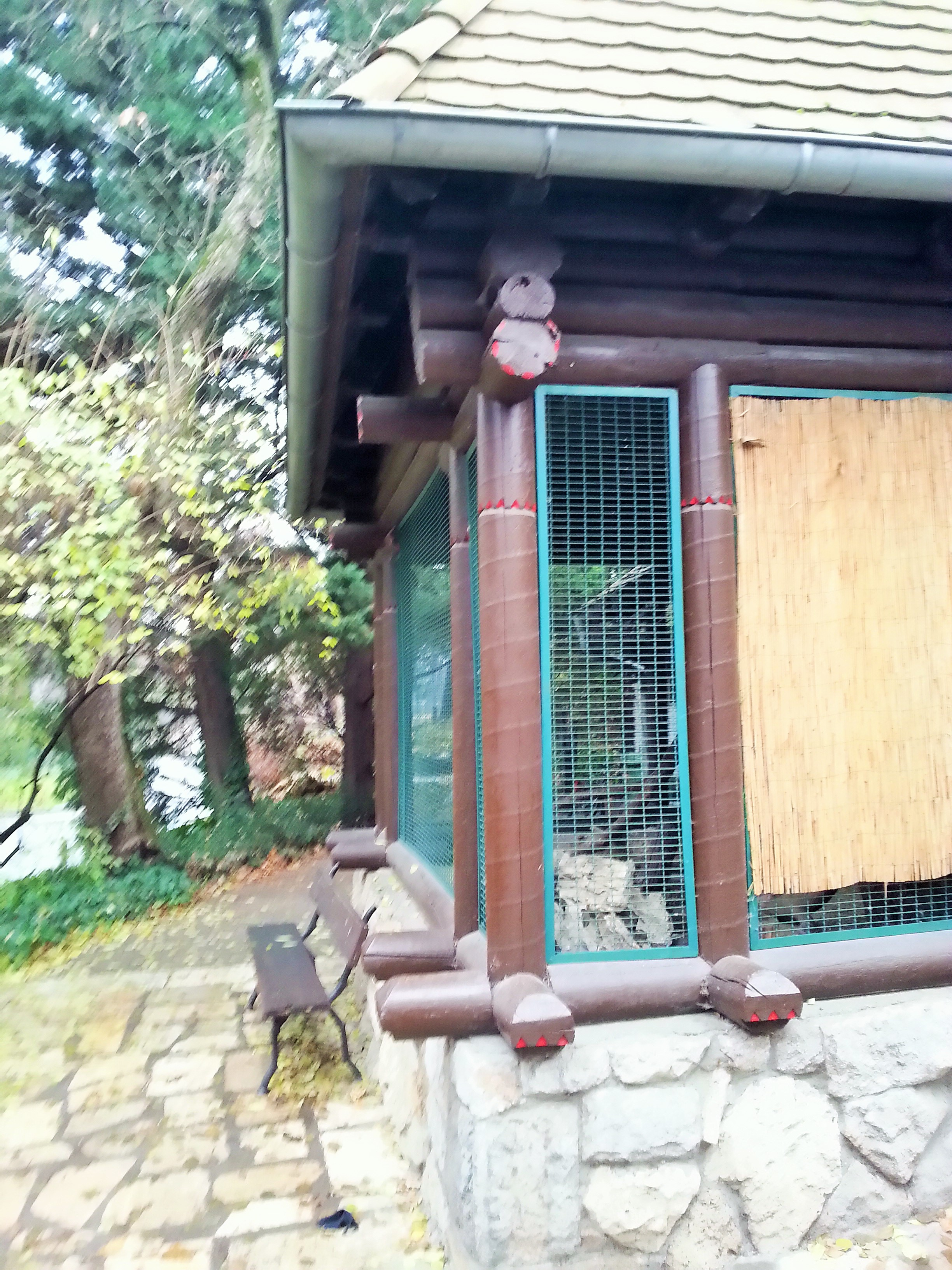
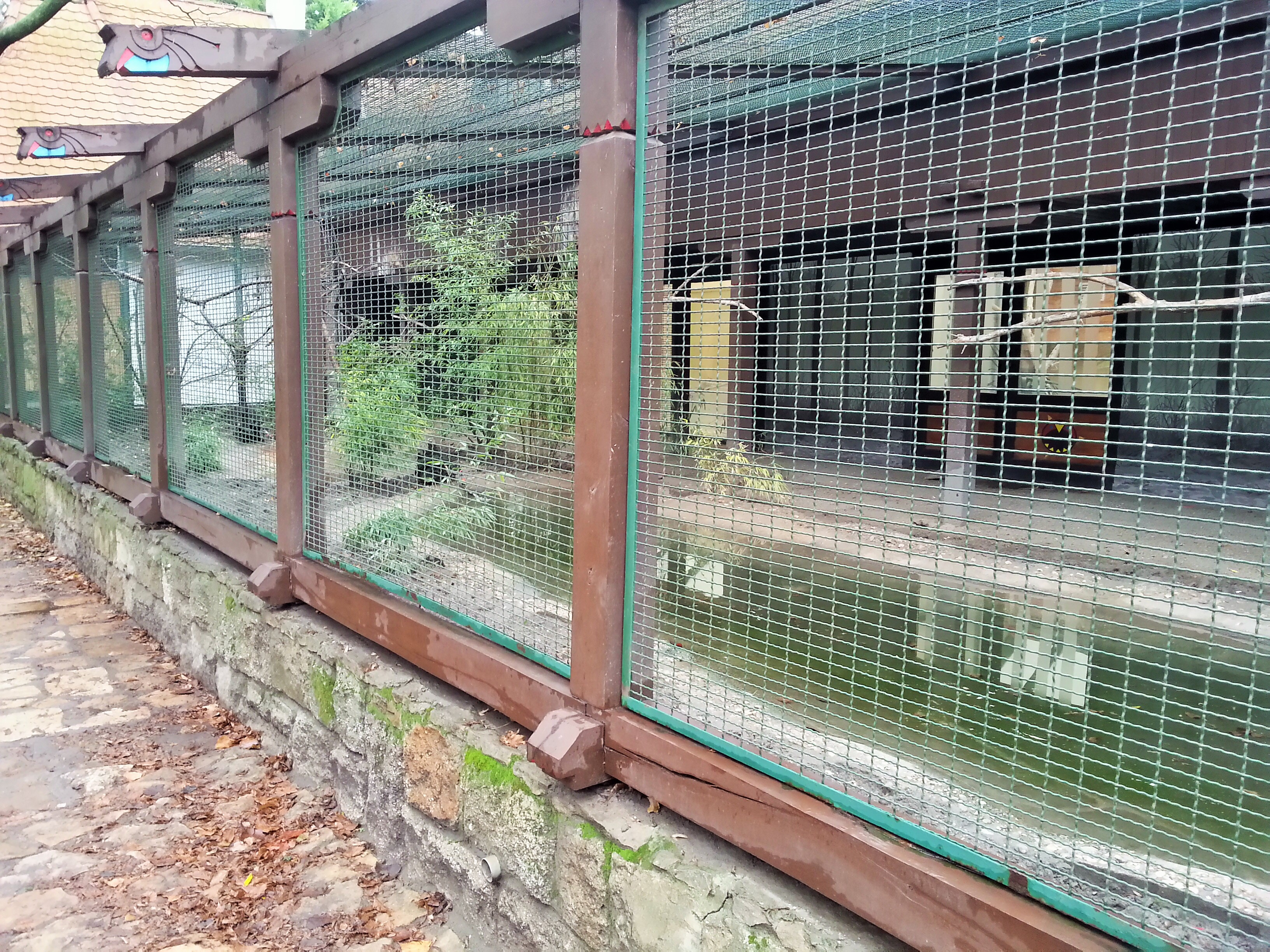
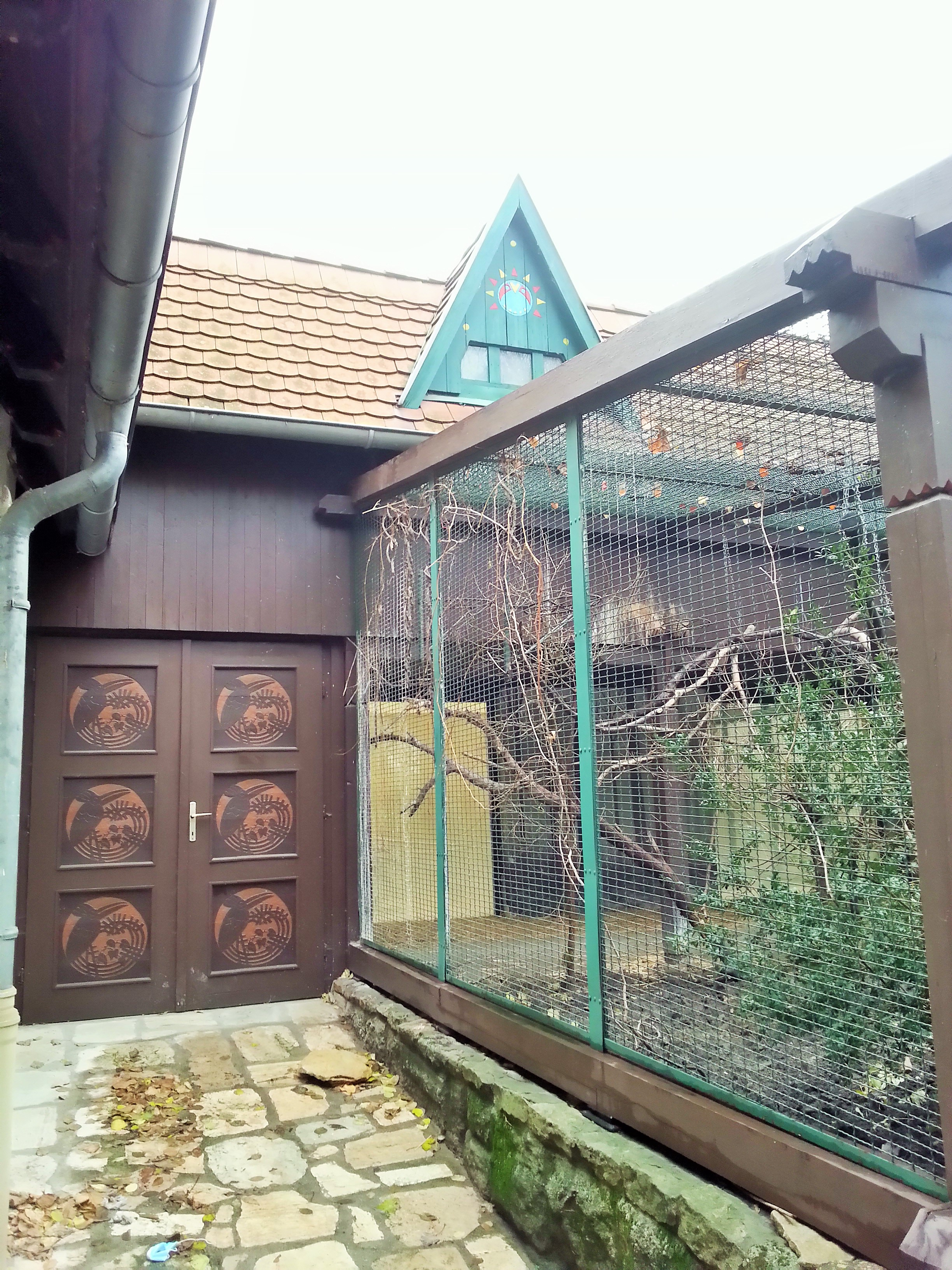
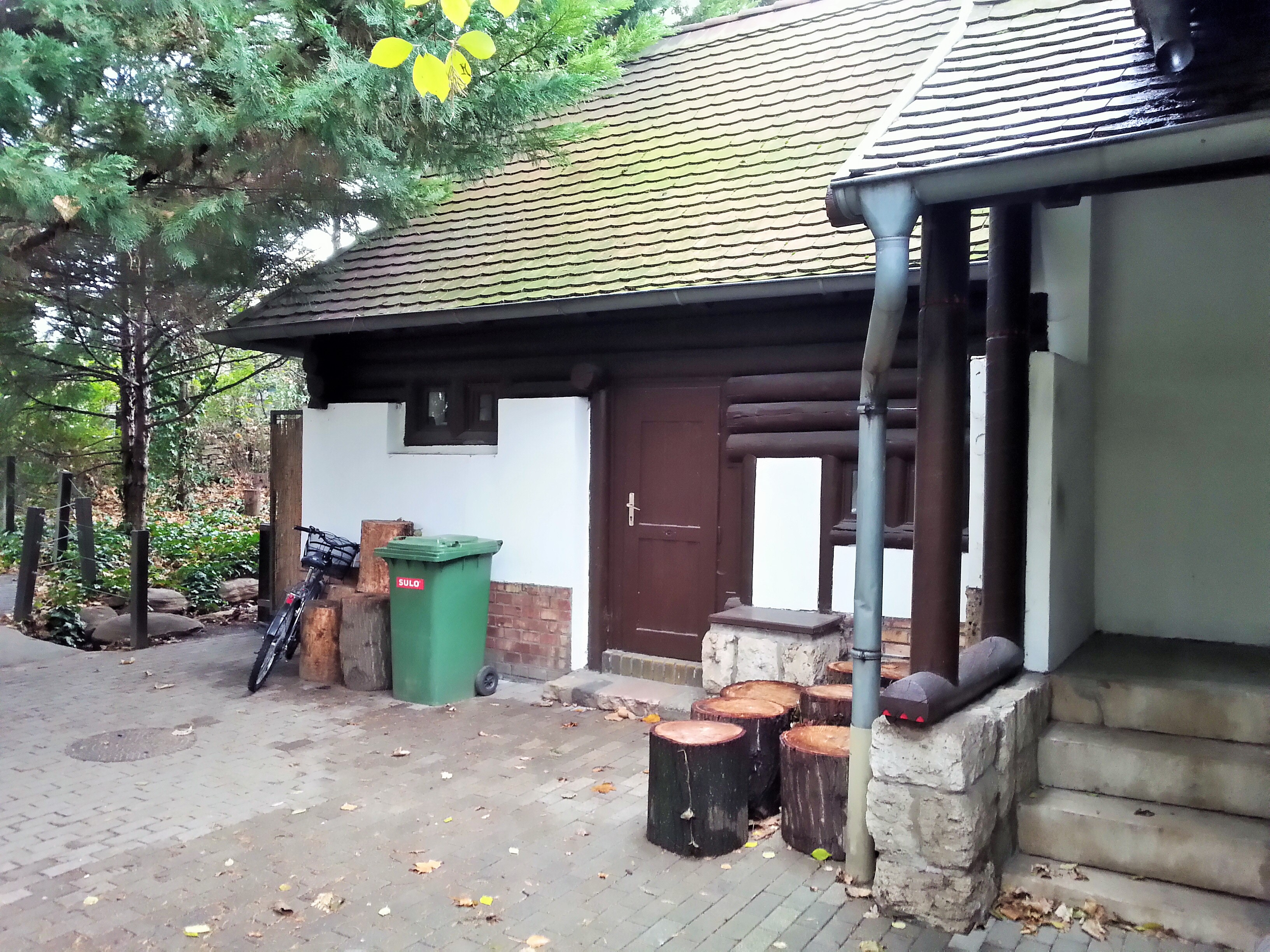
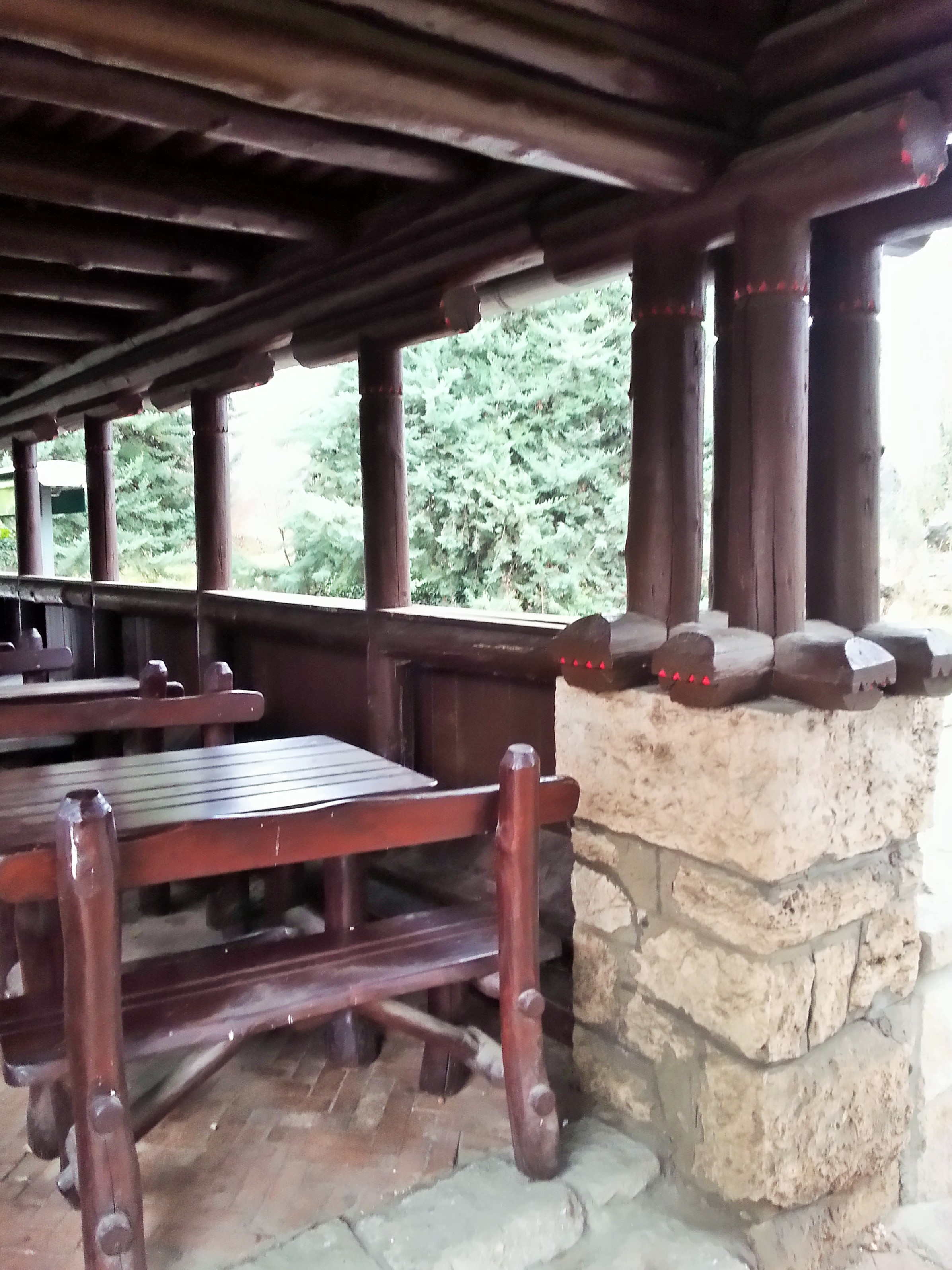
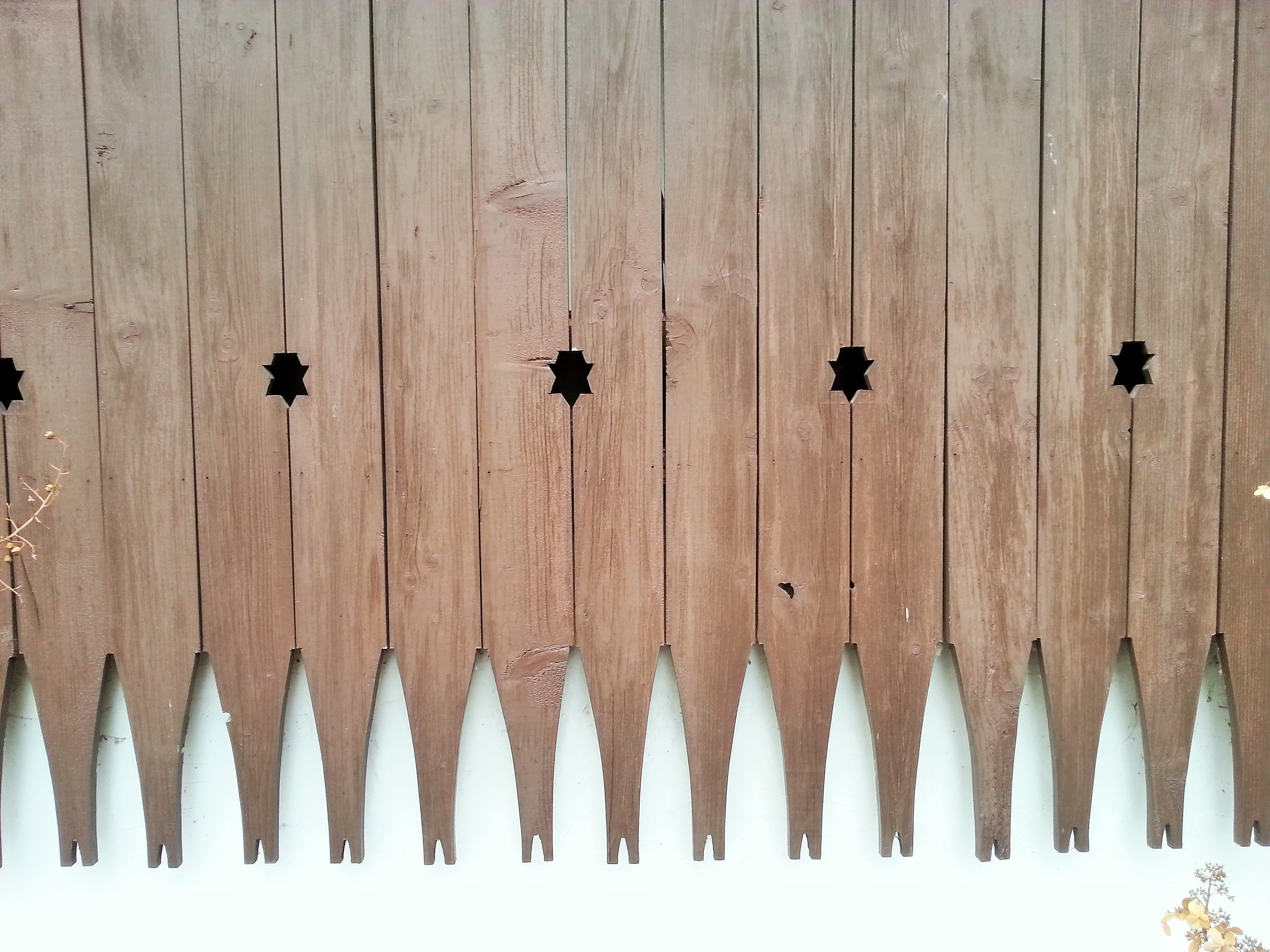
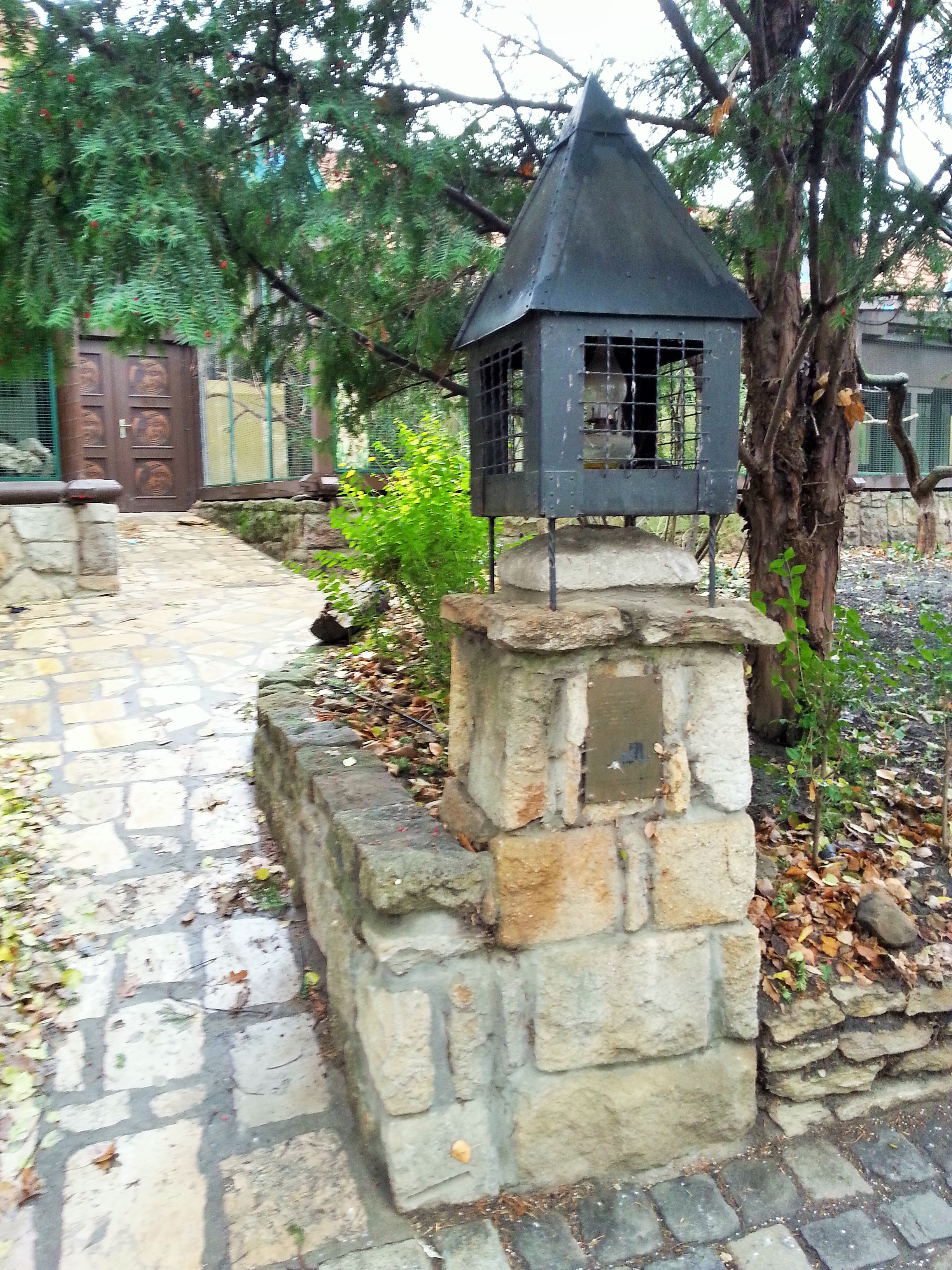

## Külső hivatkozások
- America Tropicana. zoobudapest.com. (Hozzáférés: 2021. december 13.)